# Die andere Seite (Star Trek: Deep Space Nine)
Die andere Seite (Originaltitel: Crossover) ist die 22. Folge der zweiten Staffel der US-amerikanischen Science-Fiction-Fernsehserie Star Trek: Deep Space Nine. Sie wurde in den Vereinigten Staaten über Syndication vermarktet und erstmals am 15. Mai 1994 auf verschiedenen Fernsehsendern ausgestrahlt. In Deutschland war sie zum ersten Mal am 28. September 1994 in einer synchronisierten Fassung auf Sat.1 zu sehen.

## Handlung
Im Jahr 2370 befinden sich Kira Nerys und Julian Bashir, die erste Offizierin und der Arzt der Raumstation Deep Space Nine, auf dem Rückweg von einer Reise in den Gamma-Quadranten. Als sie mit ihrem Runabout USS Rio Grande unter Warp gehen, um das Wurmloch zu passieren, kommt es zu einer unerwarteten Fehlfunktion. Das Warpfeld kollabiert nicht so wie vorgesehen und es kommt zu einem kurzen intensiven Lichtblitz, als sie das Wurmloch durchqueren. Etwas benommen erreichen sie die andere Seite. Dort stellen sie fest, dass die Station plötzlich nicht mehr da ist, sondern sich an ihrer früheren Position im Orbit um den Planeten Bajor befindet. Ein klingonisches Kriegsschiff fängt die Rio Grande ab und zwei Klingonen beamen an Bord. Als sie Kira sehen entschuldigen sie sich jedoch sofort, kehren auf ihr eigenes Schiff zurück und eskortieren die Rio Grande zur Station. Dort angekommen werden Kira und Bashir erneut von den beiden Klingonen empfangen. Bei ihnen befindet sich der Cardassianer Garak, der eigentlich als Schneider arbeitet, aber plötzlich eine Militäruniform trägt. Die Verwirrung ist komplett, als auf einmal eine Doppelgängerin von Kira auftaucht.
Kira und Bashir erfahren, dass Deep Space Nine hier noch mit ihrem cardassianischen Namen Terok Nor bezeichnet wird. Dieser Teil der Galaxie wird von einer Organisation namens „Allianz“ beherrscht. Kiras Doppelgängerin trägt den Titel „Intendantin“ und scheint hier das Sagen zu haben. Sie hat offenbar eine Ahnung, was passiert ist und weigert sich, Kira und Bashir gehen zu lassen. Bashir bezeichnet sie als „Terraner“ und lässt ihn fortbringen, um ihm eine Arbeit zuzuweisen. Major Kira soll sie hingegen aufs Promenadendeck begleiten. Dort wird der Intendantin ein Terraner vorgeführt, der von der Station fliehen wollte. Sie verurteilt ihn zur Arbeit in den Minen, was Garak missfällt, der ihn direkt exekutieren wollte. Bashir wird zu einem Doppelgänger von Sicherheitschef Odo gebracht, der hier Aufseher über die terranischen Sklavenarbeiter ist. Unter den anderen Arbeitern erblickt Bashir einen Doppelgänger von Chefingenieur Miles O’Brien.
Als die Intendantin schließlich mit Major Kira allein in ihrem Büro ist, enthüllt sie ihr, wo sie sich befindet: Sie ist in einer Parallelwelt, die als Spiegeluniversum bekannt ist. Vor rund hundert Jahren gab es schon einmal eine Begegnung mit Besuchern aus Major Kiras Universum. Damals herrschte hier das Terranische Imperium. Durch einen Transporterunfall tauschte ein Sternenflottencaptain namens James T. Kirk mit seinem Gegenstück aus dem Spiegeluniversum die Plätze. Er hinterließ einen starken Eindruck bei seinem ersten Offizier Spock, der in den folgenden Jahren zum Führer des Imperiums aufstieg. Spock führte Reformen durch, durch die das Imperium weniger gewalttätig wurde. Dadurch wurde es aber auch geschwächt und schließlich von einer klingonisch-cardassianischen Allianz gestürzt. Nach der Befreiung von der terranischen Herrschaft beantragten auch die Bajoraner die Mitgliedschaft in der Allianz. Nach dem Machtwechsel wurde entschieden, jegliche zukünftigen Kontakte zwischen den beiden Universen zu unterbinden. Die Intendantin müsste Kira und Bashir eigentlich sofort töten, doch das möchte sie nicht tun, denn sie ist zu sehr fasziniert von ihrer Doppelgängerin.
Am nächsten Tag informiert Major Kira Bashir über ihr Gespräch mit der Intendantin. Bashir will versuchen, von O’Brien Hilfe zu bekommen. Er hofft, O’Brien könne den Transporterunfall nachstellen, mit dem Kirk damals in sein Universum zurückkehren konnte. Kira macht unterdessen die Bekanntschaft des Doppelgängers des Barbesitzers Quark. Er erklärt sich bereit, sie bei ihrem Fluchtplan zu unterstützen, wenn sie dafür auch anderen Flüchtlingen den Wechsel in ihr Universum ermöglicht. Ihr Gespräch wird unterbrochen, als Garak eintritt, um Quark zu verhaften, da er im Verdacht steht, Terranern bei der Flucht geholfen zu haben. Kurz darauf betritt ein Doppelgänger von Commander Benjamin Sisko mit seiner Schiffsbesatzung die Bar. Sie haben offenbar eine etwas privilegierte Stellung, denn sie arbeiten im Auftrag der Intendantin als Freibeuter. O’Brien ist fasziniert, als er von Bashir erfährt, dass er in dessen Universum Chefingenieur ist. Er überlegt, ihm zu helfen, muss sich hier allerdings erst dringend um die Reparatur an einem Eindämmungsfeld kümmern. Dazu kommt er aber nicht, denn Sisko, der O’Brien „Smiley“ nennt, verlangt, dass er stattdessen den Antrieb seines Schiffs repariert.
Major Kira wird ins Quartier der Intendantin zitiert. Quark hat in seinem Verhör gestanden, dass Kira einen Transporter erwerben wollte. Die Intendantin klärt sie darüber auf, dass ihr Plan nicht funktioniert hätte, da nach dem Vorfall mit Kirk alle Transporter umgerüstet wurden. Sie lässt Quark von Garak fortbringen, der ihm einen schnellen Tod bereiten soll. Danach verkündet sie, dass sie ein Fest veranstalten will. Durch Garak lässt sie Major Kira ein Kleid in deren Quartier bringen. Garak nutzt die Gelegenheit, um sie in seine eigenen Pläne zu verwickeln. Er hat vor, die Intendantin heimlich zu beseitigen. Major Kira soll ihren Platz einnehmen und dann nach einer Weile zurücktreten, damit Garak der neue Intendant werden kann. Anschließend dürften sie und Bashir in ihr Universum zurückkehren. Sollte sich Kira jedoch weigern, bei diesem Plan mitzuspielen, droht Garak Bashir zu töten.
Kira wird klar, dass sie möglichst schnell eine andere Fluchtmöglichkeit finden muss. Sie warnt Bashir und bittet Sisko, ihr zu ermöglichen, wieder auf die Rio Grande zu kommen, doch Sisko zeigt wenig Interesse, ihr zu helfen. Später kommt es auf dem Fest der Intendantin zu einem Vorfall, bei dem einer von Siskos Leuten von dem Klingonen Telok beleidigt wird. Zur gleichen Zeit versagt das Eindämmungsfeld, das O’Brien schon lange reparieren wollte. Die Terraner nutzen diese Gelegenheit für einen Aufstand. Bashir schnappt sich einen Phaser und tötet Odo. Er ergreift die Flucht und trifft auf O’Brien. Der erklärt sich bereit, ihn zur Rio Grande zu führen, wenn Bashir ihn dafür in sein Universum mitnimmt. Die beiden werden jedoch von Telok festgenommen und zur Intendantin gebracht. Da O’Brien immer ein zuverlässiger Arbeiter war, will die Intendantin den Grund für seinen Ungehorsam erfahren. Er erzählt ihr daraufhin von seinem Leben im anderen Universum. Das wiederum beeindruckt Sisko. Als die Intendantin Bashir und O’Brien zur Exekution fortbringen lassen will, rebellieren Sisko und seine Leute. Er führt Kira und Bashir sicher zur Rio Grande und legt dann mit seinem eigenen Schiff ab. O’Brien ändert kurzfristig seine Pläne und schließt sich Siskos Mannschaft an.
Kira und Bashir fliegen zurück zum Wurmloch und stellen die Umstände ihrer Reise ins Spiegeluniversum exakt nach. Erleichtert stellen sie fest, dass sie in ihr eigenes Universum zurückgekehrt sind.

## Verbindungen zu anderen Star-Trek-Produktionen
Die andere Seite baut auf der Handlung der Folge Ein Parallel-Universum der Originalserie Raumschiff Enterprise auf, die etwa 100 Jahre früher spielt und in der ein großer Teil der Galaxie vom Terranischen Imperium beherrscht wird. Dieses wurde in der Zwischenzeit durch eine Allianz aus Klingonen und Cardassianern gestürzt, da Reformen, die nach einem ersten Besuch aus dem Normal-Universum eingeleitet wurden, zur Schwächung des Imperiums führten.
Im weiteren Verlauf der Serie Star Trek: Deep Space Nine gab es vier Fortsetzungen von Die andere Seite. Weitere Spiegeluniversumsfolgen wurden in den Serien Star Trek: Enterprise und Star Trek: Discovery produziert. Diese knüpften aber hauptsächlich an die Ereignisse aus Ein Parallel-Universum an. Erst 2024 wurde in Folge 2.14 (Der gebrochene Spiegel) von Star Trek: Prodigy wieder das Spiegeluniversum des 24. Jahrhunderts gezeigt. Hier ist zu sehen, dass sich die Terraner erfolgreich gegen die Allianz aufgelehnt und ein neues Imperium gegründet haben.

## Produktion

### Drehbuch
Der Arbeitstitel der Folge lautete Detour.
Eine Fortsetzung von Ein Parallel-Universum war bereits während der Produktion der Serie Raumschiff Enterprise – Das nächste Jahrhundert mehrfach vorgeschlagen, aber immer wieder abgelehnt worden. Michael Piller ließ der Gedanke jedoch nicht los, welche Auswirkungen der Besuch von Kirk im Spiegeluniversum hatte und wie dieses sich daraufhin weiterentwickelt hat. Die Idee, dass das Terranische Imperium durch Spocks Reformen inzwischen gefallen ist, geht auf Robert Hewitt Wolfe zurück. Er lieferte damit zugleich eine nachträgliche Begründung für die Brutalität des Imperiums, die in Ein Parallel-Universum zu sehen war. Wolfe sah dies als eine Notwendigkeit aufgrund einer äußeren Bedrohung durch „Barbaren“ (Klingonen und Cardassianer) an.
Ursprünglich war geplant, dass Michael Dorn eine Gastrolle übernehmen und die Spiegeluniversumsversion von Worf aus der Serie Raumschiff Enterprise – Das nächste Jahrhundert verkörpern sollte. Dorn war allerdings mit den Dreharbeiten für die finale Doppelfolge Gestern, heute, morgen von Raumschiff Enterprise – Das nächste Jahrhundert beschäftigt. Die Worf zugedachte Rolle wurde stattdessen mit Garak besetzt und die ursprünglich für Garak geschriebene Rolle wurde durch die neu geschaffene Figur Telok ersetzt.

### Darsteller
Die Hauptfigur Jake Sisko (Cirroc Lofton) hat in dieser Folge keinen Auftritt.
John Cothran, Jr., Darsteller von Telok, hatte zuvor bereits Nu’Daq in Folge 6.20 (Das fehlende Fragment) von Raumschiff Enterprise – Das nächste Jahrhundert gespielt. Er spielte später noch Gralik Durr in Folge 3.07 (Die Ladung) von Star Trek: Enterprise.
Dennis Madalone hat hier als terranischer Marodeur seine erste Sprechrolle in Star Trek: Deep Space Nine. Madalone war Stunt-Koordinator von Raumschiff Enterprise – Das nächste Jahrhundert, Star Trek: Deep Space Nine und Star Trek: Raumschiff Voyager. In allen drei Serien war er in zahlreichen Folgen als Statist, Stunt-Double und in kleineren Nebenrollen zu sehen. Die Rolle des Marodeurs übernahm er noch in drei weiteren Spiegeluniversumsfolgen von Star Trek: Deep Space Nine.

## Rezeption
Marvin V. Rush wurde 1995 für seine Arbeit bei Die andere Seite für einen ASC Award in der Kategorie „Beste Kamera in einer regelmäßigen Serie“ nominiert.
Terry J. Erdmann und Paula M. Block listen Die andere Seite in ihrem 2008 erschienenen Referenzwerk Star Trek 101 als eine der zehn wichtigsten Folgen der Serie Star Trek: Deep Space Nine auf.
Keith DeCandido bewertete Die andere Seite 2013 auf tor.com als eine gute Folge von Star Trek: Deep Space Nine. Er fand es etwas unglaubwürdig, dass die Hauptfiguren der Serie auch im Spiegeluniversum zufällig am gleichen Ort zusammengekommen sind, obwohl dieses Universum eine völlig andere Entwicklung durchgemacht hat. Man müsse dies aber einfach hinnehmen, damit die Geschichte gut funktioniert. Lobend hob er das Schauspiel von Avery Brooks als Pirat und von Nana Visitor in ihrer Doppelrolle hervor.
Aaron Couch und Graeme McMillan erstellten 2016 anlässlich des 50-jährigen Jubiläums von Star Trek in Zusammenarbeit mit verschiedenen Beteiligten aus dem Franchise für den Hollywood Reporter eine Liste der 100 besten bis dahin ausgestrahlten Folgen. Die andere Seite wurde hierbei auf Platz 78 gewählt.
Sven Harvey zählte Die andere Seite 2020 auf der Website Den of Geek zu den 25 besten Geschichten der Serie Star Trek: Deep Space Nine.
Die Website scifinow.co.uk zählte Die andere Seite 2020 zu den zehn besten Folgen von Star Trek: Deep Space Nine.